# Hans Joachim Werner (Politiker)
Hans Joachim „Achim“ Werner (* 12. November 1952 in München) ist ein deutscher Journalist und Politiker (SPD). Dem Bayerischen Landtag gehörte er von 1998 bis 2013 als Abgeordneter an. Seit 2009 ist er Vorsitzender der Stadtratsfraktion seiner Partei in Ingolstadt.

## Beruf
Nach dem Abitur am Maria-Theresia-Gymnasium im Jahr 1973 besuchte er die Deutsche Journalistenschule. Danach studierte von 1978 bis 1984 Kommunikationswissenschaft, Politik, Geschichte und schloss mit dem Magistergrad ab. Er arbeitete zunächst als Redakteur beim Donaukurier, dann von 1985 bis 1998 als Referent für Öffentlichkeitsarbeit bei Audi.

## Partei- und Verbandspolitik
Werner trat 1972 der SPD bei. Von 1975 bis 1978 war er für diese Mitglied des Bezirksausschusses Untergiesing-Harlaching. 1984 wurde er erstmals in den Stadtrat von Ingolstadt gewählt, 1995/1996 war er Mitglied des Bezirksausschusses West in Ingolstadt. 1996, 2002 und 2008 zog er dort erneut in den Stadtrat ein, seit Mai 2009 ist er dort Fraktionsvorsitzender. 2002 unterlag er als Kandidat für das Ingolstädter Oberbürgermeisteramt dem CSU-Kandidaten Alfred Lehmann.
Bei den Landtagswahlen 1998, 2003 und 2008 konnte er sich zwar als Direktkandidat nicht durchsetzen, zog aber jeweils über die SPD-Bezirksliste Oberbayern in den Bayerischen Landtag ein und war dort lange stellvertretender Vorsitzender im Petitionsausschuss, bis er 2008 dessen Vorsitz übernahm. Als evangelischer Christ war er Mitinitiator des fraktionsübergreifenden Gebetsfrühstücks im Landtag. Bei der Landtagswahl in Bayern 2013 kandidierte er auf Platz 13 der Bezirksliste, verpasste aber den Wiedereinzug ins Maximilianeum.
Werner ist Mitglied zahlreicher Organisationen, sein besonderes Engagement gilt dem Sozialverband VdK: Er ist dort Vorsitzender des Kreisverbandes Ingolstadt-Eichstätt, Vorsitzender des Bezirksausschusses Oberbayern, Ehrenvorsitzender des Ortsverbandes Ingolstadt-Nord, Mitglied des Landesverbandsvorstands und Mitglied des Bundesverbandsausschusses. Außerdem ist er Vorsitzender des Fördervereins Brodmühle Ingolstadt.

## Privates
Werner ist verheiratet und lebt in Ingolstadt. Sein Sohn (* 1981) verstarb 1986.

## Auszeichnungen
- VdK-Verdienstnadel in Gold (2009)
- Bayerische Verfassungsmedaille in Silber (2013)